# Cantone di Pipriac
Il Cantone di Pipriac era una divisione amministrativa dell'arrondissement di Redon.
A seguito della riforma approvata con decreto del 18 febbraio 2014, che ha avuto attuazione dopo le elezioni dipartimentali del 2015, è stato soppresso.

## Composizione
Comprendeva i comuni di:
- Bruc-sur-Aff
- Guipry
- Lieuron
- Lohéac
- Pipriac
- Saint-Ganton
- Saint-Just
- Saint-Malo-de-Phily
- Sixt-sur-Aff